# 증평 미암리 석조관음보살입상
증평 미암리 석조관음보살입상(曾坪 彌巖里 石造觀音菩薩立像)은 충청북도 증평군 증평읍 송산리에 있는 고려시대의 불상이다. 1998년 12월 31일 충청북도의 유형문화재 제198호로 지정되었다.

## 개요
충청북도 증평군 증평읍 송산리에 있는 불상으로, 머리 위에 있던 보개석(寶蓋石)은 깨져 보호각 밖의 고목 밑에 있다.
눈썹사이에는 동그란 백호(白毫)가 있으며 눈·코·입 등이 정연하고 원만하다. 목에는 3줄로 새겨진 삼도(三道)가 선명하고 몸체는 비대한 느낌이 든다. 양 어깨를 감싸고 입은 옷은 어깨에 걸쳐 옆으로 내려졌고 배꼽 부분에는 하의가 선명하지 않게 새겨졌다. 왼손은 배 아래에서 손바닥이 밖을 향하고 있으며 불상 앞에는 절을 할 수 있도록 돌이 놓여 있다.
머리에 썼던 관에 새겨진 작은 부처나 보개의 표현, 옷주름과 얼굴의 조각수법으로 보아 만들어진 연대는 고려 중기으로 추정된다.

## 석조관음보살입상
석조보살입상은 '증평 미암리 석조관음보살입상'(충청북도 유형문화재 제198호)이라는 명칭으로 지정되었다. 보살상의 크기는 전체 높이 216cm, 머리 높이 65cm, 어깨 너비 76cm, 몸체 너비 80cm로 두 발이 땅 밑에 묻혀 있다. 보살상은 원통형의 보관을 착용하였고, 보관 중앙에는 화불이 조각되어 있다. 보발은 보관의 아랫부분에 연속된 반원형 조각으로 표현되었고, 귓바퀴에 보발이 걸쳐있다. 머리는 타원형으로 이마는 좁고 중앙에는 백호를 양각하였다. 눈과 눈썹사이는 길고, 눈두덩이는 튀어나왔다. 결실된 코부분은 시멘트로 보수되었고, 코 아래 인중은 볼록하게 강조되어 있다. 목은 굵고 짧으며 삼도는 형식적으로 표현되었다. 몸체는 석주형으로 둥글고 어깨는 머리에 비해 너비가 좁다. 착의법은 통견으로 가슴에서 'U'자형의 옷주름이 표현되어 있다. 오른손은 손바닥을 보이도록 하여 가슴부근까지 올려 연꽃 가지를 잡고, 왼손은 손바닥을 밖으로 하여 엄지손가락을 굽혀 연꽃 가지 아랫부분을 살짝 잡고 있다. 보관에 조각된 화불은 마모되어 뚜렷한 형태를 알 수 없지만, 가부좌를 하고 왼손은 가슴에 놓았고, 오른손은 배에 올린 모습을 하고 있다. 보살상 앞에는 길이 120cm, 너비 60cm, 두께 12cm의 배례석이 있다. 특별한 문양없이 거칠게 다듬은 흔적만 확인된다.
보호각 앞의 느티나무 아래에는 보개석으로 추정되는 육각형의 석재가 있었다고 하나, 1993년 5월에 도난당했
다고 한다. 보살상은 화불이 새겨진 원통형의 높은 보관과 연꽃을 들고 있는 모습, 착의법 등으로 보아 고려전기에 조성된 것으로 추정된다.

## 송산리사지
송산리사지는 문헌기록이 확인되지 않아 연혁 및 사명을 알 수 없다. 사지 일대는 미륵사의 보호각 건립과
주변정비 등으로 인해 지표상에서 약간의 기와편만 수습될 뿐, 사지와 관련된 유구의 흔적은 확인되지 않는
다. 사지는 사역 내의 보살상과 지표에서 확인되는 유물로 보아 고려전기에서 조선후기까지 운영되었을 것으로 추정된다.

## 참고 자료
- 증평 미암리 석조관음보살입상 - 국가유산청 국가유산포털